# Mirandol-Bourgnounac
Mirandol-Bourgnounac is een gemeente in het Franse departement Tarn (regio Occitanie) en telt 1069 inwoners (2004). De plaats maakt deel uit van het arrondissement Albi.

## Geografie
De oppervlakte van Mirandol-Bourgnounac bedraagt 38,3 km², de bevolkingsdichtheid is 27,9 inwoners per km².
De onderstaande kaart toont de ligging van Mirandol-Bourgnounac met de belangrijkste infrastructuur en aangrenzende gemeenten.

## Demografie
Onderstaande figuur toont het verloop van het inwonertal (bron: INSEE-tellingen).